# 关节置换
关节置换术又称关节置换手术，是一种骨科手术，醫生在做此類手術時會用假體取代因受关节炎、關節病變、骨关节炎、類風濕性關節炎而影響的关节。当关节非常疼痛無法得到缓解时，关节置换可能是一種不得已的治療方法。
全球关节置换手术变得越来越普遍，其中膝关节和髋关节置换最频繁。2009 年约有773,000 名美国人进行了髋关节或膝关节置换术。 